# Yvonne Meley
Yvonne Meley, née le 30 mai 1888 dans le 17e arrondissement de Paris et morte le 1er juillet 1982 à Gonesse (Val-d'Oise), est une peintre française.

## Biographie
Enfant de Louis David Emmanuel Meley, professeur, et de Victorine Laconte, Yvonne Valérie Henriette Meley nait et résidera au 2, rue Barye dans le 17e arrondissement de Paris jusque dans les années 1920.
Elle est élève de la miniaturiste Marthe Bougleux, de Louis-François Biloul, du paysagiste Émile Cagniart, de l'anatomiste Édouard Cuyer, et de l'aquarelliste Mathilde Delattre. Elle expose aux Salons dès 1907. En 1913, elle reçoit une 3e médaille d'argent de la Société des amis des arts de Seine-et-Oise, une 2e médaille d'argent en 1919. En 1920, elle devient sociétaire des artistes français.
Elle réalise surtout des portraits (dont celui de Suzanne Vauthier, épouse du sculpteur Jean Augustin Moreau, et du rennais Édouard Bougoin).
Elle meurt en 1982 à Gonesse.

## Salons et expositions
- Salon de l'Union des femmes peintres et sculpteurs : 1907 (portrait d'un homme au turban), 1914 (portrait)[8], 1918 (portrait de Madame V...)[2],[9], 1919 (Tête d'homme)[10] ;
- Expositions de la Société des amis des arts de Seine-et-Oise : 1913 (pastel, 3e médaille d'argent)[3], 1919 (2e médaille d'argent)[4] ;
- Salon des artistes français de 1920 (n° 1163, Boudoir de Marie Antoinette, Palais de Fontainebleau, peinture)[11] ;
- Fédération Française des Artistes : 1922, Exposition du groupe Essor (créé par Victor Daynes) : Vieille au bonnet[12] ; 1922, Galeries Mars-Antony : Boissons d'été (n° 79, nature morte)[13] ;
- Salon de la Société des artistes indépendants de 1923 : Boisson d'été (n° 3238), Coin d'atelier (n° 3239), Enfant de pêcheur (n° 3240)[14] ;
- Concours d'art aux Jeux olympiques d'été de 1924[15] ;
- American Women's Club de Paris, 1925 : A Scotch girl[16].